# Mutsamudu
Mutsamudu é a segunda maior cidade das Comores fundada em 1482. Tem uma população de 25.471 habitantes, é também a capital e maior cidade da ilha de Anjouan.